# 霍氏鸚嘴魚
霍氏鸚嘴魚，為輻鰭魚綱鱸形目隆頭魚亞目鸚哥魚科的其中一種，分布於東大西洋區，從茅利塔尼亞至剛果海域，棲息深度1-15公尺，體長可達60公分，棲息在沿岸岩石海域，可做為食用魚。